# Newcastle United Jets Football Club
Ne doit pas être confondu avec Newcastle United Football Club.
Maillots
Actualités
Le Newcastle United Jets FC est un club australien de football basé à Newcastle.
Le club a rejoint la défunte NSL (National Soccer League) en 2000 et compte comme parmi les clubs ayant survécu au passage à l'actuelle A-League.

## Palmarès et records

### Palmarès
| Compétitions nationales | Compétitions internationales                                                       |
| - Championnat d'Australie (0) : - Phase régulière : - Second : 2002 et 2008. - Phase finale : - Champion : 2008. - Vice-champion : 2018. - Coupe d'Australie (0) : - Meilleur parcours : ?. | - Ligue des champions de l'AFC (0) : - Meilleur parcours : 1/8e de finale en 2009. |

## Joueurs et personnalités du club

### Entraîneurs
Le tableau suivant présente la liste des entraîneurs du club depuis 2001.
| Rang | Nom                   | Période                       |
| ---- | --------------------- | ----------------------------- |
| 1    | Ian Crook             | 2001 - 2004                   |
| 2    | Richard Money         | 1er janv. 2005 - 31 déc. 2005 |
| 3    | Nick Theodorakopoulos | 2006 - oct. 2006              |
| 4    | Gary van Egmond       | oct. 2006 - 2009              |
| 5    | Branko Čulina         | 1er janv. 2009 - 4 oct. 2011  |

| Rang | Nom                    | Période                      |
| ---- | ---------------------- | ---------------------------- |
| 6    | Craig Deans (intérim)  | 3 oct. 2011 - 20 oct. 2011   |
| 7    | Gary van Egmond        | 20 oct. 2011 - 20 janv. 2014 |
| 8    | Clayton Zane (intérim) | 20 janv. 2014 - 5 mai 2014   |
| 9    | Phil Stubbins          | 5 mai 2014 - 26 mai 2015     |
| 10   | Scott Miller           | 18 juin 2015 - 7 sep. 2016   |

| Rang | Nom           | Période                  |
| ---- | ------------- | ------------------------ |
| 11   | Mark Jones    | 23 sep. 2016 - avr. 2017 |
| 12   | Ernie Merrick | depuis mai 2017          |

### Joueurs emblématiques
- Mark Bridge
- Zenon Caravella
- Nick Carle
- Ante Covic
- Nick Cowburn
- Adam D'Apuzzo
- Joel Griffiths
- Ryan Griffiths
- Labinot Haliti
- Andrew Hoole
- Ante Milicic
- Jade North
- Sasho Petrovski
- Adam Taggart
- Matt Thompson
- James Virgili
- Jobe Wheelhouse
- Ruben Zadkovich
- Joshua Brillante
- Ivan Vujica
- Vaughan Coveny
- Andrew Durante
- Jeremy Brockie
- Emile Heskey
- Michael Bridges
- Spencer Prior
- Ali Abbas
- Kew Jaliens

## Stade

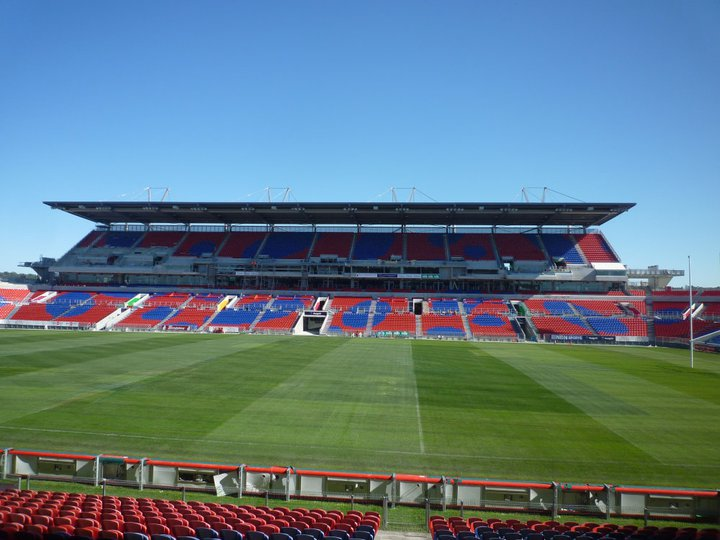
La tribune Ouest du Ausgrid Stadium

Le Hunter Stadium, dans le Newcastle International Sports Centre, est le stade de Newcastle United Jets et aussi des Newcastle Knights. Il a une capacité de 33 000 places.
Le record d'affluence pour un match de football à Newcastle a lieu au Ausgrid Stadium le 2 février 2007 pour le match retour de la demi-finale du Championnat d'Australie de football 2006-2007  contre Sydney FC, devant 24.338 personnes  battant le record établi plus tôt dans la saison, le Jour de l'An, avec 20 980 spectateurs lors de la défaite 2-0 contre la même équipe. Avant cela, le record d'affluence pour un match de football à Newcastle remontait 52 ans plus tôt, lors du match de l'équipe national d'Australie contre le  Rapid de Vienne.
Lors de l'organisation par l'Australie de la Coupe d'Asie de l'AFC en 2015, du 4 au 26 janvier 2015, Newcastle est un des sites de cet événement, n'étant pas aux normes fixées par la FIFA il fallut démolir la tribune ouest et la remplacer par une tribune semblable à l'Est, des places assises ont été ajoutés à chaque extrémité du terrain. Ce coût de mise à niveau est environ de $ 60 millions, dont 50 millions ont été fournis par le gouvernement de l'État . Après cette rénovation les chiffres de fréquentation des Jets peuvent se développer énormément, et  il sera également possible pour les Jets d'accueillir les Grandes Finales s'ils sont qualifiés.